# Annibale in Capua
Annibale in Capua è un'opera in tre atti di Antonio Salieri, su libretto di Antonio Simeone Sografi. 
La prima rappresentazione ebbe luogo all'inaugurazione del Regio Teatro Nuovo di Trieste (poi Teatro Verdi) il 20 aprile 1801.

## Interpreti della prima rappresentazione
| Personaggio       | Interprete                 |
| ----------------- | -------------------------- |
| Annibale          | Luigi Marchesi             |
| Cornelio Scipione | Giacomo David              |
| Publio Scipione   | Gaetano Bianchi            |
| Emilia            | Teresa Bertinotti-Radicati |
| Cornelia          | Angiola Pirovani-Bianchi   |
| Giuba             | Pietro Righi               |